# Cháu gái bà Chúa tuyết
Cháu gái bà Chúa tuyết (tiếng Nga: Ледяная внучка) là một bộ phim thần tiên - cổ tích của đạo diễn Boris Rytsarev, ra mắt lần đầu năm 1980.
Truyện phim phỏng theo câu chuyện dân gian Nga Bà Chúa tuyết.

## Ê-kíp
- Thiết kế sản xuất: Nikolai Terekhov
- Âm thanh: Mikhail Galudzin